# 양유닝

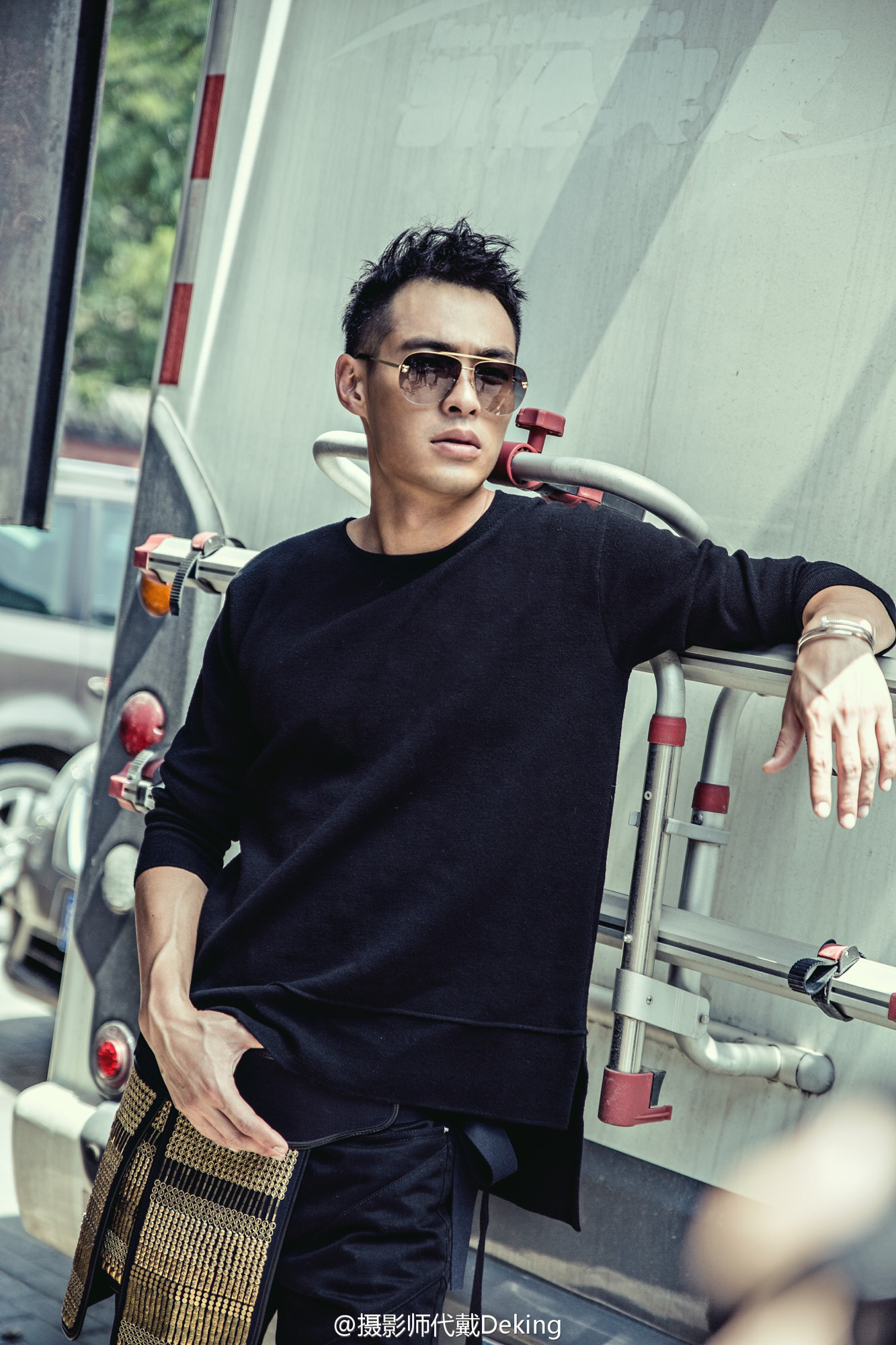

양유닝(중국어: 楊祐寧, 병음: Yáng Yòuníng, 한자음: 양우녕, 1982년 8월 30일 ~ )은 중화민국의 배우이다.
타이베이시에서 태어났다.

## 방송
- 화등초상
- 도정호 : 가족의 재발견
- 곤석애정고사
- 천금여적
- 애적생존지도
- 향전주향애주

## 영화
- 진삼국무쌍 (2021년) - 유비 역
- 협도연맹:도둑들의 전쟁 (2017년)
- 그래도 좋아해 (2017년)
- 건망촌 (2017년)
- 몬스터 헌트2: 요괴사냥단 (2017년)
- 마궁매영: 유령극장 (2016년) - 웨이방 역
- 마이 워 (2016년)
- 대미로만 2 (2016년)
- 코드네임 : 콜드워 (2016년)
- 디스턴스 (2015년)
- 신 보보경심 (2015년) - 4황자 역
- 풍중가족 (2015년)
- 나는 여왕이다 (2014년) - 토니 역
- 하우스 댓 네버 다이 (2014년)
- 태평륜 (2014년)
- 애적생존지도 (2013년)
- 천금여적 (2013년)
- 대미로만 (2013년)
- 향전주향애주 (2012년)
- 타이페이에 눈이 온다면 (2012년)
- 경세황비 (2011년) - 류연희 역
- 행복액도 (2011년)
- 배저니도무 (2010년)
- 초련풍폭 (2010년)
- 골목길 고양이 (2010년)
- 가각적소왕자 (2010년)
- 천당구 (2007년)
- 국사무쌍 (2006년)
- 밍밍 (2006년)
- 하와이의 꿈 (2004년)
- 열일곱살의 하늘 (2004년)